# Núria Rial
Núria Rial (Manresa, 21 de febrer de 1975) és una soprano catalana.
Després de viure els primers anys a Sant Joan de Vilatorrada, va iniciar els estudis musicals el 1995 al Conservatori de Barcelona, i entre 1997 i 2002 va ser membre del Konzertklasse of Kurt Widmer a l'acadèmia de música de Basilea, i va destacar com a solista.
Especialitzada en música del Renaixement i del Barroc, el seu repertori inclou Handel, Monteverdi, Cavalli i òperes de Mozart.
Des de finals dels anys 90 resideix a Basilea, on ha desenvolupat la major part de la seva carrera.

## Reconeixements
Un dels seus primers premis que va rebre va ser el 2003, a Suïssa, l’Helvetia Pàtria, que atorgava la Fundació Cultural Europea. El 2009 va guanyar l'ECHO Klassik Award a l'artista femenina de l'any i el 2012 el premi al millor disc d'òpera de l'any per un disc d'àries de Georg Philipp Telemann. L'any 2021 va ser guardonada amb el XIII Premi Traetta per la passió a donar veu a la redescoberta de les arrels del patrimoni musical europeu.

## Discografia
- Francisco Guerrero: Motecta (1997)
- Miguel de Fuenllana: Orphenica Lyra 1554 (1999)
- Spanish album (compilation 2CD 1999, 2000) Glossa
- Claros y Frescos Ríos – Songs and Instrumentals from the Spanish Renaissance (2000)
- Memorial Duke Ellington: Live concert (2001)
- Francesco Corselli: El Concierto Español (2002)
- George Frideric Handel: Lotario (2004)
- Orphénica Lyra: Música en el Quijote (2004)
- Emilio de' Cavalieri: Rappresentatione di Anima, et di Corpo (2004)
- Bach/Handel (2005)
- Giovanni Battista Pergolesi: Stabat Mater (2005)
- Wolfgang Amadeus Mozart: Le nozze di Figaro (2006)
- Luigi Rossi: Oratorio per la Settimana Santa. Cantalupi (2006)
- Roberto Cacciapaglia: Quarto tiempo. (2007)
- George Frideric Handel: Riccardo Primo (2007)
- Plantilla:Interlanguage link multi & Núria Rial: Early Music (2007)
- George Frideric Handel: Duetti Amorosi (2008)
- Ave Maria, various composers, with Bell Arte Salzburg, Annegret Siedel (2008)
- Claudio Monteverdi: Teatro d'Amore (2008) with Philippe Jaroussky, Ensemble L'Arpeggiata and Christina Pluhar
- George Frideric Handel: Aminta e Fillide - Le Cantate Italiane di Handel, La Risonanza, GLOSSA (2008)
- Joseph Haydn: Arie per un'Amante (2009)
- George Frideric Handel: Süße Stille, sanfte Quelle (2009)
- Via Crucis: Works of Claudio Monteverdi, Tarquinio Merula, Heinrich Ignaz Franz Biber (2010) with Ensemble L'Arpeggiata and Christina Pluhar
- Monteverdi Vespers
- George Frideric Handel: Athalia (2010)
- George Frideric Handel: Judas Maccabaeus (2010)
- Joaquín Rodrigo: La Obra Vocal – Antoni Ros Marbá, director (6CD 2010)
- Georg Philipp Telemann: Opera arias DHM (2011)
- Marianna Martines: cantatas "Il Primo Amore" DHM (2011)
- Bach Arias, Kammerorchester Basel, Julia Schröder DHM (2013)
- Sospiri d'amanti, Hasse, Fux, Gasparini etc, Artemandoline DHM (2014)